# Drosophila atrifacies
Drosophila atrifacies är en tvåvingeart som beskrevs av Elmo Hardy och Kaneshiro 2001. Drosophila atrifacies ingår i släktet Drosophila och familjen daggflugor.
Artens utbredningsområde är Maui.